# Júlia Escórcio

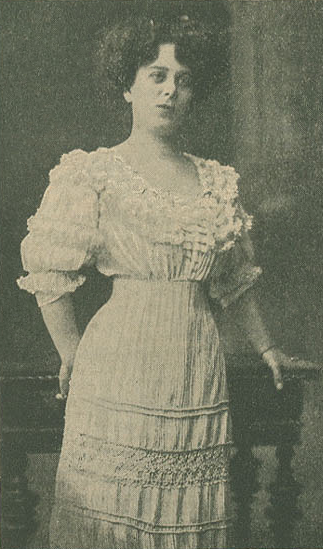
Júlia Escórcio

Júlia Eugénia Silva de Pereira Lúcio Escórcio (? - Lisboa, 9 de maio de 1920) foi uma poetisa, dramaturga e tradutora portuguesa.
Colaborou em diversas publicações periódicas, nomeadamente na Ilustração Portuguesa, Heraldo da Madeira, Jornal da Madeira, e no Jornal da Mulher.
Era filha de D. Maria del Rosario Matilae Lazara Francisca da Silva Montaño Castañeda y Domingues de Pereira, e de Zacarias José Pereira. Casou-se com João Nicolau Lúcio Escórcio, importante industrial.

## Obra publicada
- Suspiros, 1913 (prosa e verso, escrita em português, castelhano, francês e inglês, prefácio de Adriano Antero)[2]
- O Protector de Inglaterra, 1917 (adaptação portuguesa em verso alexandrino do drama histórico em 3 actos de José Maria de Ortega-Morejón)[2]
- Campo de Arminho, 1917 (tradução portuguesa do drama em 3 actos de Jacinto Benavente)[2]